# 符卡
符卡（日語：スペルカード）是由同人社團「上海愛丽絲幻樂團」製作的遊戲東方Project作中搭載的系統。在故事設定中，這也是作品舞台「幻想鄉」中在決鬥法則「符卡規則」下所使用的招式、契約書的總稱。
註：以下的作品名稱都會省略後段的英文名稱及開首的「東方」兩字。

## 設定

### 符卡的名稱
基本上是按符名「卡名」的形式來為符卡附上名稱。這做法是將自己的招式名稱安在符卡上，各符卡之中，攻擊方式都可以從符卡的名稱形象化而成。
符名
符名的部分是從卡名等等方面形象化而來的單語。大部分都是兩個漢字，有時會有三個或以上的漢字或是拉丁文字。另外，一些難度高的符卡可能會沒有符名的。
卡名
卡名，名副其實就是「卡牌的名稱」。卡名會以（引號）表記起來。名稱可以由該符卡的攻擊形象方式而來的。

### 符卡規則
符卡規則（スペルカードルール，Spell card rule），是幻想鄉中人類、妖怪等各種種族之間在鬥爭時，為了讓他們不致於使出高於必要的力量，而制定的一條法則。對決時，雙方使用代表了自己擅長使用的技能的「符卡」準備任意數種，決鬥開始前表明自己在決鬥中使用的符卡數量，若被對手破解所有的符卡，或是體力耗盡，即算為戰敗。就算還有殘餘的體力戰鬥，如果已無符卡可以使出的話，是絕對不能不認輸的。戰鬥方式除了是比較實力之外，還有一些藉著招式的華麗程度進行精神層面上的比試。遊戲系統中的「殘機」也是代表著個人的剩餘體力。在「命名決鬥法」（命名決闘法）之下，招式的的名稱會在卡牌上以契約書的形式記示，並且招式的體現要能配合到招式的名稱才算合格。這契約書被稱之為「符卡」，雖然使用此卡牌的場合比較多，但有時亦不需要將招式以卡牌的形式使出。招式會被稱為「符卡攻擊」（カードアタック）。出招之前必需要先作「符卡宣言」（カード宣言），所以並不會有出其不意的情況發生。。宣言時並不需說出招式名稱。雖然這戰鬥方式被稱為「彈幕遊戲」（弾幕ごっこ），但其實沒有限定要用彈幕攻擊，招式當中不一定要用上彈幕。由於符卡規則只是針對妖怪而訂的規則，沒有考慮到很多危險的情況作出禁止，對人類來說可能會有導致死亡的情況出現，但是若果在決鬥中敗陣的話，敗者不能因要報復而將勝方殺死。妖精和精靈等生物雖然在異變中會使用強大的攻擊招式，但平常他們的存在很弱小，而且他們的生命方式與其他不同，即使死了也能夠立刻再生，所以規則並沒有禁止傷害他們的生命

### 成立的經過
符卡規則的成立是因被稱為「吸血鬼異變」的事件而起的。「吸血鬼異變」期間，出現在幻想鄉的吸血鬼與幻想鄉的妖怪戰鬥，將很多妖怪收為了部下，最後吸血鬼被幻想鄉最強大的妖怪聯手鎮壓了起來。妖怪們向吸血鬼屈服的原因之一，是因為他們無法襲擊巫女及人類，以致沒有糧食，喪失了氣力而致的。
其後，妖怪們擔憂起來，與「博麗的巫女」博麗靈夢商討，最後同意了妖怪提出的「符卡規則」的決鬥法方案，而且決定在幻想鄉通用。之後的戰鬥中，幻想鄉中的決鬥就變得好像「職業摔角」的運動感覺，能夠輕鬆愉快的進行了。就算引起大規模的異變，只要認事就不會留下大問題，於是異變變得容易引起，也變得容易解決起來了。
在「符卡規則」通用下最初出現的異變，是《紅魔鄉》主線故事中的「紅霧異變」（這是東方Project系列中第一次搭載後述的「符卡系統」的一作，因著這一作而產生這一個設定）。在妖怪和博麗靈夢商談之間，雖然有不少意見被提出，但是因為「符卡規則」的多樣性，以及它能表現了彈幕的華麗性，種種原因都使此意見最終被採納，其他意見只被採用作補充「符卡規則」的不足。

### 《The Grimoire of Marisa》中的分类
名义上以作中角色雾雨魔理沙为作者的书籍《The Grimoire of Marisa》中对一部分作中的符卡进行了分类，以下是该书中一些较为常用的分类。
演剧型（演劇タイプ）
重视视觉效果的符卡，特点是有大量的向着毫无意义的方向（即不是瞄准自机）发射的子弹以达成某种视觉效果。魔理沙认为这类符卡是由于符卡规则的“游戏”性质应运而生的。 
奴隶型（奴隷タイプ）
以幽灵、人偶、使魔、式神等进行攻击的符卡。根据魔理沙的说法，是没有一定实力就无法使用的类型。另外，尚能分为“隐身奴隶”“自爆奴隶”“演剧奴隶”“纯粹奴隶”等类型。 
小虫型（バグタイプ）
子弹比较细碎，颜色比较丰富的符卡。根据魔理沙的说法，较弱的妖怪比较常使用这种符卡。
压迫型（ストレスタイプ）
对自机的移动范围进行限制的符卡。
兴奋剂型（ドーピングタイプ）
对自身进行强化的符卡。

## 遊戲中的符卡
在Windows版東方Project游戏中都具有符卡系統。这些「符卡」的攻擊方式都是基于一定理念进行设计的，并拥有一个与之相衬的名称（后述）。在射击游戏作品和对战格斗游戏作品中，符卡的使用以及特征有所区别，以下将分别叙述。

### 射击游戏作品中的符卡系统
敵人使用的符卡以彈幕表現，而自機使用的則以Bomb的方式發動。這是建基於前述的「符卡規則」的設定。以前ZUN在官方網站的揭示板就已經表明，因為希望這個系統比其他的要早面世，所以就開發了《紅魔鄉》。
另外在這裡，敵機的符卡會稱之為「符卡」，而自機的符卡會稱之為「Bomb」。

#### 敵機使用的符卡
原則上頭目都會使用符卡攻擊，中頭目一般只有在所选难度为HARD以上时才會使出符卡攻擊。
符卡數目提示
原則上符卡數目是取得於BOSS血量（一般会在左上角以数字或标志提示），有多少血量就有多少符卡，但也並非全然如此，有時候會出現同一血量中有兩張符卡，甚至沒有任何符卡的情形。
符卡宣言
當玩家將BOSS血量削減至一定時（《紅魔鄉》以後都是將血量削減至紅色），BOSS會為「符卡宣言」，此時場景會切換至該角色專用的SPELL CARD背景並發動符卡攻擊。
取得符卡
在敵方發動符卡後，若能在时间限制内，在沒有MISS及没有使用Bomb的情況下击破，將會獲得額外的得分，稱之為「符卡紅利」（スペルカードボーナス，Spell Card Bonus）。這代表玩家成功將符卡「取得」。符卡紅利會隨著時間不斷下降，而《妖妖夢》透過擦彈，或是《永夜抄》取得刻符皆能增加符卡紅利帶來的得分。《紅魔鄉》《風神錄》不能透過以上兩種方法增加，但《風神錄》中可透過增加信仰點來提升符卡紅利的初始值。
每張符卡都會有限制時間，並在頭目的耐久力計右側顯示殘餘時間。當時間結束時頭目會自動進行下一波的攻擊，但无法取得符卡。不過，有些符卡是需要玩家死守到時間結束的。（後述）
難易度的變化
依所挑戰的難度不同，同一系列的符卡可能會有不同的符卡名稱。多數是Easy、Normal的是第一級，而Hard、Lunatic的是第二級。一般来说，同系列的不同符卡名稱具有共通的主題，至于弹幕本身除了一般的根据難度进行补强外，偶尔也会有完全变成另一种样貌的情况。此外，Hard难度以上的符卡名稱通常較為華麗動聽。

#### 增強型符卡
有些特定的符卡，會隨头目血量被逐漸削減而增加彈幕的密度或是速度，因此越到後面越難閃躲。

#### 時限型符卡
一般的符卡都是必須攻擊削減血量才能取得，但以下所介紹的則是不能直接削減對其耐久力的符卡。
- 沒有攻擊對象，或是《妖妖夢》以後的作品中連敵方位置提示也沒有的。
- 無法攻擊到對手的。

有上述特徵的符卡就稱之為「時限型符卡」。這些符卡發動時，若要取得符卡紅利，只需拼命閃躲到時間結束為止。此種符卡的符卡紅點並不會隨時間下降，至於前述的增加符卡紅利方法則依然有效。
代表例有：
- 芙蘭朵露·斯卡雷特的「之後誰都不在了嗎？（そして誰もいなくなるか？）」
- 八雲紫的「紫奧義『彈幕結界』（紫奥義『弾幕結界』）」

此外，《永夜抄》存在能以擊破使魔的方法削減頭目耐久值，使得「擊破」使用耐久彈幕的頭目變成可能的情況，代表例为：
- 藤原妹紅的「鳳凰憑依（パゼストバイフェニックス）」

等存在著。
- 在《風神錄》中第四面頭目射命丸文的符卡：是首次在非EX關中加入的時限型符卡；另外《星蓮船》中第四面頭目村紗水蜜的符卡：也是時限型符卡.

#### 自機所使用的符卡
自機的符卡在《紅魔鄉》、《妖妖夢》、《永夜抄》、《星蓮船》、《神靈廟》、《輝針城》中，是作為「Bomb」搭載於遊戲系統中。使用時角色立繪會與符卡名稱同時出現（星蓮船以後並無角色立繪會與符卡名稱），自机周围出现迅速缩小的魔法阵，在一定時間（魔法阵缩小到消失为止）內無敵，並有不同的攻擊效果。這些攻擊效果能將敵彈消除，但在《永夜抄》、《輝針城》中有些敵彈是不能消除的。另外，不同角色符卡之間的「威力」「消彈性能」「無敵時間」等作用能力會有所不同。「Bomb」有使用次數限制，耗盡後就不能夠再使用，但可通过某些道具增加，且MISS后会重设为初始数值（《星蓮船》中则是仅当剩余的Bomb数少于初始数值时才会重设）。
《風神錄》《地靈殿》裏沒有Bomb，取而代之的是「靈擊」。靈擊沒有次數限制，但需要消耗自機的1.00个「Power」，即是說在使用後自機的射擊能力會減弱，若「Power」不足以支令使用靈擊所需要的Power的話，也同樣無法發動。

#### Last Spell(ラストスペル)
《永夜抄》開始出現的特殊符卡，特徵是比一般的符卡更為強力及華麗，詳情見《東方永夜抄 ～ Imperishable Night.》介紹。

#### Last Word
僅在《永夜抄》練習模式中出現的特殊符卡，威力及華麗程度比Last Spell更上一層樓，用「究極符卡」來形容它一點也不為過，詳情見《東方永夜抄 ～ Imperishable Night.》介紹。

#### Overdrive
僅在《神靈廟》練習模式中出現的特殊符卡，威力及華麗程度比Lunatic更上一層樓，詳情見《東方神靈廟 ～ Ten Desires.》介紹。

### 对战格斗游戏作品中的符卡

#### 故事模式中的敌方符卡
在故事模式中，当敌方體力被扣至0時，将會进入冠上了符卡名稱的攻擊環節。此时敵方体力会回復至最大值。
当进入符卡环节时，敌方角色被攻击也不会产生硬直，并会一直使用某种特殊攻击直至任一方体力被扣至0。此时尚会出现倒数，需在倒数结束前且玩家角色体力未被扣至0的情况下击破敌方才能取得符卡。
尽管一些角色可以选择与此状态同名的符卡，但效果会有所不同。换句话说就是Boss专用技那样的东西。
在除故事模式外的其他模式中则与自机无异。

#### 《萃梦想》中的自机符卡
符卡选择
在《萃梦想》中，可在开始故事模式之前分别选择一符、二符。所选的符卡要一直使用到整个故事模式通关，即使中途接关也无法变更。玩家角色的白血被扣至0会进入红血，一符需玩家角色处于白血状态时方能使用，二符则是红血状态方能使用。整体来说，二符会比一符更为强力。
符卡使用
游戏中，通过攻击及被攻击等行动可以增加符力量表，每达到一次上限就能增加一个单位，符力量表上限为9个单位。当符力量表超过1个单位时即可进行符卡宣言进入宣言状态。至宣言状态结束前、且符力量表超过1个单位时，输入特定指令后将会使用符卡。使用一符还是二符请参考前文所述。

#### 《绯想天》《非想天則》中的自机符卡
在《绯想天》《非想天則》中，需要先选择卡組才能进行战斗。卡组的内容可以自己编辑。
卡组构筑
游戏中，能加入卡组的卡片可分为“系统卡”“道具卡”“技能卡”“符卡”四大分类。其中只有技能卡及符卡根据角色有所区别，系统卡及道具卡的效果对任何角色都是相同的。
一个卡组中，同一张卡被加入的枚数不能超过4或当前上限（以较小的为准），且总卡片数必须为整20枚方能保存卡组。对于卡片所属的分类则没有限制。
可以保存多个卡组，但在一场战斗中无法变更（故事模式中则是要用到通关为止）。
在《非想天则》中，则是每个母卡组分为“喜”“怒”“哀”“乐”四个卡组，可以在不需进入设定画面更改的基础上直接选择不同的卡组，方便了对战模式中使用不同的卡组，但本质上与单一的卡组没有区别。
手札量表
游戏中，通过攻击及被攻击等行动可以增加手札量表，手札量表储满一格后就会从卡组中随机获得一张尚未被消耗的卡成为手札，但能否使用仍需取决于该卡的Cost数值；手札上限为5张。
此外，手札也无法超过卡组中尚未被消耗的卡的上限，例如，已经消耗了18张的情况下，手札上限为2张；已将卡组中的20张全部消耗完毕的情况下手札量表将会被自动隐藏，直至卡组重置时才会重新出现。
使用卡片将会消耗一定的手札量表计量（后述）。此外，承受特殊的符卡或道具的攻击或在雪天气下受到攻击会减少手札量表的计量，且因此丧失的手札将被视为已消耗，无法还原直至卡组重置。
发动卡片
当手札量表满足最外侧的卡（当手札超过1枚时，玩家可以进行切换，但会发动的一定是最外侧的卡）所需Cost时，该卡及根据Cost需要消耗的手札（被消耗的数量为Cost-1；昙天天气下所需Cost会减少1；此外Cost最低不会低于1，即至少需要消耗该卡本身）将会被边框包围。此时可通过特殊的按键发动该卡。
卡组重置
发动卡片时，符卡及系统卡的效果属于即时发挥，并且被边框包围的卡片将会被从卡组中除去直至卡组重置。
强化卡、技能卡也会被除去，但效果也会被保留直到卡组重置。
故事模式中，直到故事模式结束前，除非体力被扣至0导致需要使用残机续关，否则卡组不会重置。
街机及对战模式中，每次分出胜负时，卡组将会重置。
获得卡片
在故事模式、街机结束，及对战模式中分出胜负时将会随机获得一些卡片，将增加前文所述的卡片上限。尚未获得的卡片将显示为？？？并无法加入卡组。

## 附註
1. ↑  在《紅魔鄉》及《花映塚》之中
2. 1 2  根據「幻想揭示版」在2004年4月6日由ZUN書寫的內容（Web Archive）。
3. ↑  根據「幻想揭示版」在2004年4月7日由ZUN書寫的內容（Web Archive）。
4. ↑  根據「幻想揭示版」在2004年4月13日由ZUN書寫的內容（Web Archive）。
5. ↑  根據演講中ZUN的發言（主辦團體的後記 的存檔，存档日期2010-07-09.）。
6. ↑  根據「幻想揭示版」在2003年12月15日由ZUN書寫的內容。
7. 1 2 3 4  . 一迅社isbn=9784758010634. : P112-113 （日语）.
8. ↑  根據「幻想揭示版」在2003年12月15日由ZUN書寫的內容（Web Archive）。
9. ↑  根據「幻想揭示版」在2002年11月25日由ZUN書寫的內容（Web Archive）、在2003年1月30日由ZUN書寫的內容（Web Archive）
10. ↑  小技巧：获得自机或进行对战的对手的卡片的几率较大。此外，若对战中使用过卡片，那么它会有很大几率出现在战斗结束后的获得卡片列表中。由于一次战斗能取得的卡片总数有限，若想取得未取得的卡片，不妨选择该角色，不使用卡片进行战斗试试看。